# Kecamatan Dampelassojol
Kecamatan Dampelassojol är ett distrikt i Indonesien.   Det ligger i provinsen Sulawesi Tengah, i den norra delen av landet, 1 600 km nordost om huvudstaden Jakarta.